# Estudios internacionales
Los estudios internacionales se refieren generalmente a los títulos y cursos universitarios específicos que se ocupan del estudio de «los principales problemas políticos, económicos, sociales y culturales que dominan la agenda internacional». Los temas predominantes son la política, la economía y el derecho a nivel mundial. El término en sí puede definirse más específicamente como «la comprensión histórica y contemporánea de las sociedades, culturas, idiomas y sistemas de gobierno globales y de las complejas relaciones entre ellos que dan forma al mundo en el que vivimos». Los términos y conceptos de Estudios Internacionales y relaciones internacionales están fuertemente relacionados; sin embargo, las relaciones internacionales se centran más directamente en la relación entre países, mientras que los estudios internacionales pueden abarcar todos los fenómenos que tienen una orientación global.

## Historia
La historia de la disciplina de Estudios Internacionales está fuertemente ligada a la historia del estudio de las relaciones internacionales, como se describe en la entrada de Relaciones Internacionales. Sin embargo, el estudio de los estudios internacionales como una entidad separada de las relaciones internacionales surgió a lo largo del siglo XX, cuando un mundo cada vez más complejo comenzó a verse influenciado por la globalización y surgieron un mayor número de cuestiones (en lugar de solo las relaciones entre países). La disciplina estuvo muy influenciada por el establecimiento de la Asociación de Estudios Internacionales, que fue establecida en 1959 por un ‘grupo de académicos y profesionales’, con el objetivo de ‘buscar intereses mutuos en los asuntos mundiales a través de la organización de una asociación profesional’. El establecimiento de la asociación reflejó el creciente interés en los problemas globales y reflejó la necesidad de un diálogo académico internacional. A lo largo de las últimas etapas del siglo XX y en el siglo XXI, muchas instituciones educativas en todo el mundo desarrollaron títulos de Estudios Internacionales (tanto de pregrado como de posgrado). El surgimiento y la creciente popularidad de estos grados reflejan los patrones generales de creciente interconexión global y globalización. En eso, los proveedores de educación son cada vez más conscientes de que la disciplina se está volviendo cada vez más relevante y necesaria en el contexto del siglo XXI. La disciplina se ha vuelto cada vez más popular en Australia, así como en los países del este de Asia. El Dr. Hanson y el Dr. Weber de la Universidad de Queensland afirman que;

Australia se ha convertido en un destino muy popular para los estudiantes que desean realizar cursos, maestrías y doctorados. programas en Relaciones Internacionales, Estudios de Paz y Conflictos y Desarrollo. En conjunto, estos campos interrelacionados se han denominado Estudios Internacionales, y muchas de las universidades de Australia han respondido a la creciente demanda de programas en esta área.

En 2008, se celebró en la Universidad de Queensland la tercera conferencia OCIS (Oceanic Conference on International Studies). La conferencia reunió a más de 200 académicos, y el orador principal Andrew Linklater (profesor Woodrow Wilson de Política Internacional en la Universidad de Aberystwyth en Gales) señaló «cuán vibrantes e intelectualmente estimulantes son los Estudios Internacionales en Australia». La creciente popularidad de la disciplina en Australia llevó a la Asociación de Estudios Internacionales a establecer una Sección Regional Asia-Pacífico de la ISA en la Universidad de Queensland en 2009, lo que fue visto como una 'indicación del crecimiento de esta área' en Australia.